# الخضارة
الخضارة بلدية في دائرة الحدادة بولاية سوق أهراس.عدد السكان تقريبا 10000 نسمة. تسمية لخضارة نسبة الى قبيلة الخذران العامرية الرياحية 